# Plaxiphora egregia
Plaxiphora egregia är en blötdjursart som först beskrevs av Henry Adams 1866.  Plaxiphora egregia ingår i släktet Plaxiphora och familjen Mopaliidae. Inga underarter finns listade i Catalogue of Life.